# Atacta crescentis
Atacta crescentis är en tvåvingeart som först beskrevs av Townsend 1916.  Atacta crescentis ingår i släktet Atacta och familjen parasitflugor. Inga underarter finns listade i Catalogue of Life.